# دوات
دَوات (جوهردان، مرکبدان) یا آمه یک ظرف کوچک از جنس های متفاوت از جمله: کریستال،شیشه‌، پلاستیک، استخوان، چوب، مس، برنج، سفالی یا مسوار است که برای نگه‌داشتن مرکب نوشتاری به‌کار می‌رود.
نگارنده، نوک قلم یا قلم‌موی خود را در مرکب درون دوات می‌زند و سپس به نوشتن یا ترسیم می‌پردازد. جوهر دوات همچنین برای پر کردن خودنویس بکار می‌رود.
دوات‌ها معمولاً دارای یک درپوش پیچشی یا لولایی هستند و گاه یک نمد جذب‌کننده نیز درون شیشه دوات قرار می‌دهند تا از نوک قلم چکه‌گیری کند.

## دوات خوشنویسی

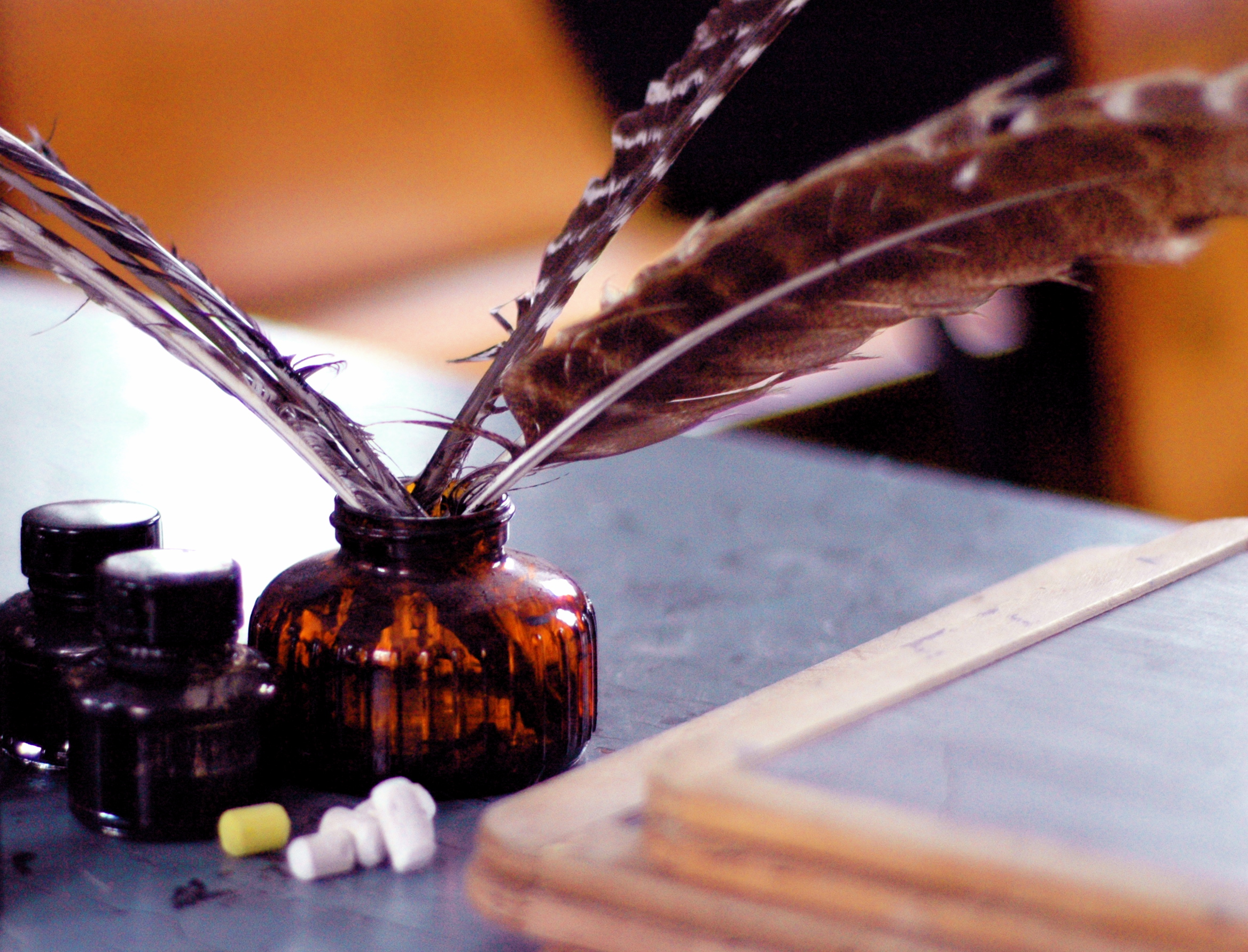
دوات خوشنویسی

دوات از ابزارهای مهم خوشنویسی است. دوات خوشنویسی باید دهانهٔ گشاد و عمق کمی داشته باشد. اغلب برای پیشگیری از ریختن و پاشیدن مرکب و همچنین به منظور مرکب‌برداری به میزان مطلوب، در داخل دوات، پیش از ریختن مرکب، مقداری لیقه قرار می‌دهند. معمولاً نام «دوات» به مجموعه لیقه، مرکب و ظرف آن گفته می‌شود. باید در یا سرپوش دوات را همواره بسته نگه‌داشت تا ضمن جلوگیری از ورود گرد و غبار به داخل دوات از فساد مرکب جلوگیری شود. همچنین به‌این منظور باید حدوداً هر ماه مرکبِ دوات را عوض کرد. به گفتهٔ استادان گذشته یکی از راه های سالم ماندن مرکب خوشنویسی استفاده از دوات مسی است. یون های مس از کپک زدن مرکب جلوگیری می کند و حتی در کشش و پوشش مرکب که امر مهمی در نزد خوشنویسان حرفه ای است تاثیر به سزایی دارد.